# オビチュアリー
オビチュアリー（Obituary）は、アメリカ合衆国出身のデスメタル・バンド。
同スタイルの形成初期から活動する、先駆的グループの一つ。一度解散したが、2003年より活動を再開した。

## 概要
デス、モービッド・エンジェル、ディーサイドらと共にフロリダを中心に活動を行い、カンニバル・コープス、サフォケイション、マルヴォレント・クリエイションらニューヨーク勢と共に、1990年代初頭のアメリカにおけるデスメタル・シーン創生期を支え、世界中のデスメタル・バンドに影響を与えた。
また彼らがレコーディングに使用したタンパのモリサウンドと、そこを拠点に活躍していた音楽プロデューサーのスコット・バーンズが作り出すサウンドは、世界中のデスメタル・バンドの憧れになり、各国のデスメタル・バンドが次々とレコーディングに訪れるようになった。
グルーヴィなミドルパートを基本とし、曲の半ばでスラッシュメタル風のファスト・パートになだれこむスタイルが特徴。

## 略歴

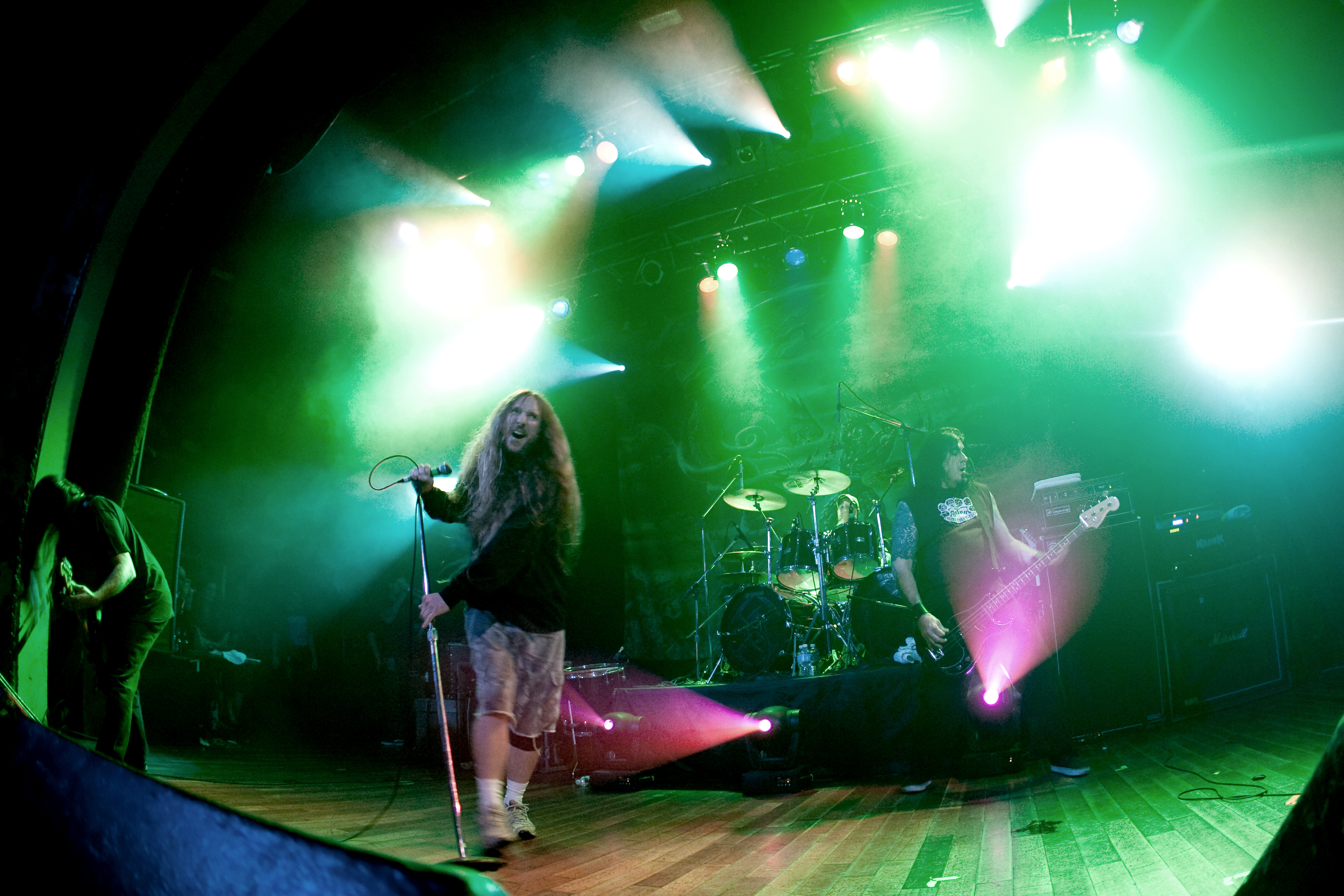
カナダ・トロント公演 (2009年4月)

1984年に「Executioner｣(エクゼキューショナー）の名前で結成。1986年、更に綴りを「Xecutioner」に変更。
1988年にロードランナーと契約するが、その際にバンド名を現行のオビチュアリー (Obituary）に改名する（ボストンに同名のスラッシュメタル・バンドが存在したため）。
1992年、初来日公演。
1997年に解散するが、2003年から活動を再開。
2008年、HR/HMフェス『LOUD PARK』にて来日公演。
2013年、5年ぶりの来日公演。
2017年、10作目の節目となるセルフタイトルのオリジナル・アルバム『Obituary』を発表。
2023年、11枚目約6年振りとなるオリジナルアルバム『DYING OF EVERYTHING』を発表。

## 備考
- 今まで出たどのアルバムにも歌詞カードがついていない。ボーカルのジョン・ターディによれば意味の無い言葉で構成されているとのこと。
- 1992年に海外のデスメタル・バンドとして初めて来日公演を行った。（川崎クラブチッタ、サポートはSHELLSHOCK）。ただし1989年にグラインドコア・バンドの「ナパーム・デス」が来日公演を行っている。

## メンバー

### 現ラインナップ
- ジョン・ターディ (John Tardy) - ボーカル (1984年-1997年、2003年- )
- トレヴァー・ペレス (Trevor Peres) - リズムギター (1984年-1997年、2003年- )
- ケニー・アンドルース (Kenny Andrews) - リードギター (2012年- )
- テリー・バトラー (Terry Butler) - ベース (2010年- )
デス、シックス・フィート・アンダー、マサカー等で活動。
- ドナルド・ターディ (Donald Tardy) - ドラムス (1984年-1997年、2003年- )
オビチュアリー解散時はアンドリューWKのバックバンドに参加していた。
ボーカルのジョン・ターディとは兄弟である。

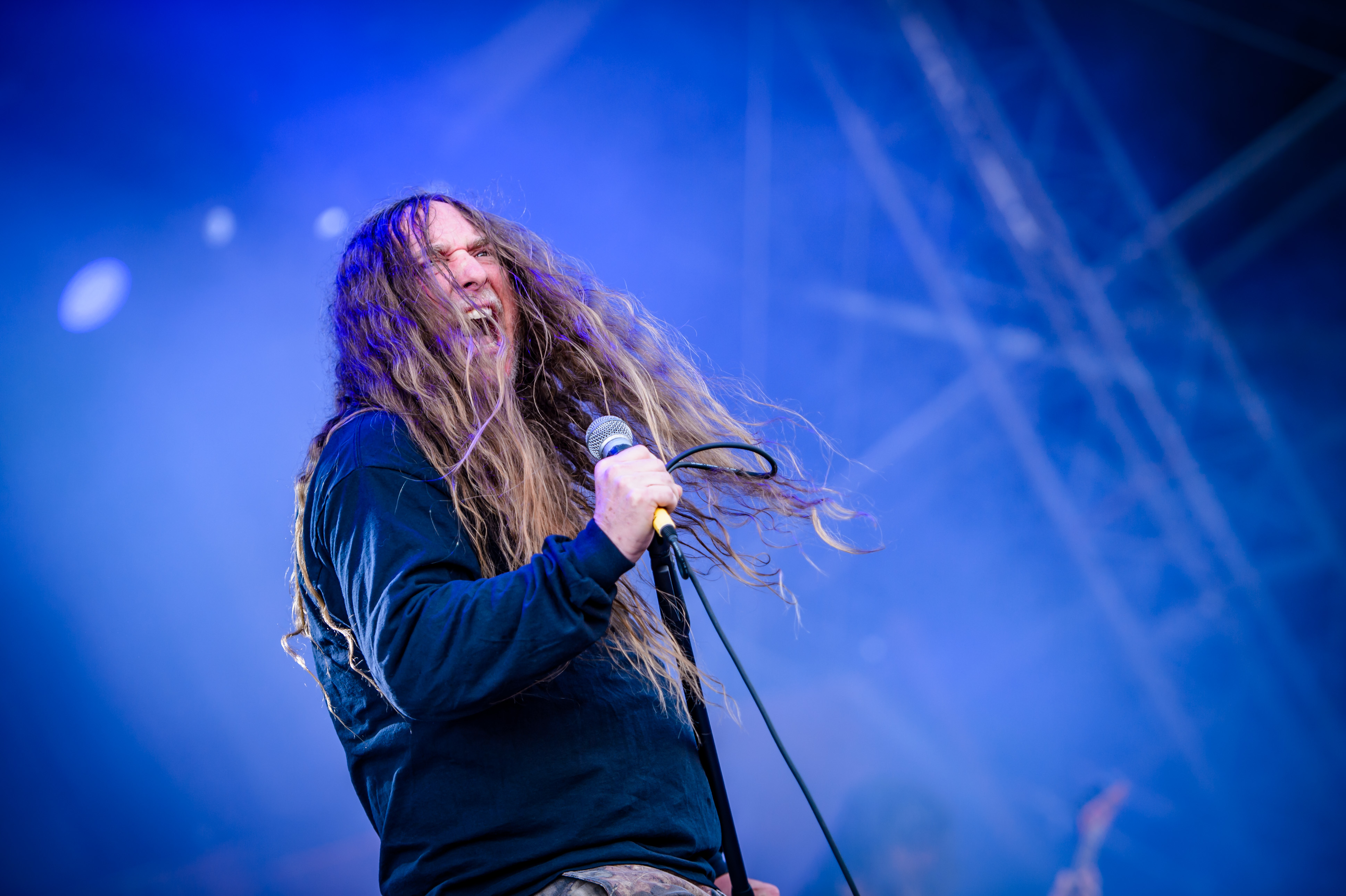
ジョン・ターディ(Vo) 2017年
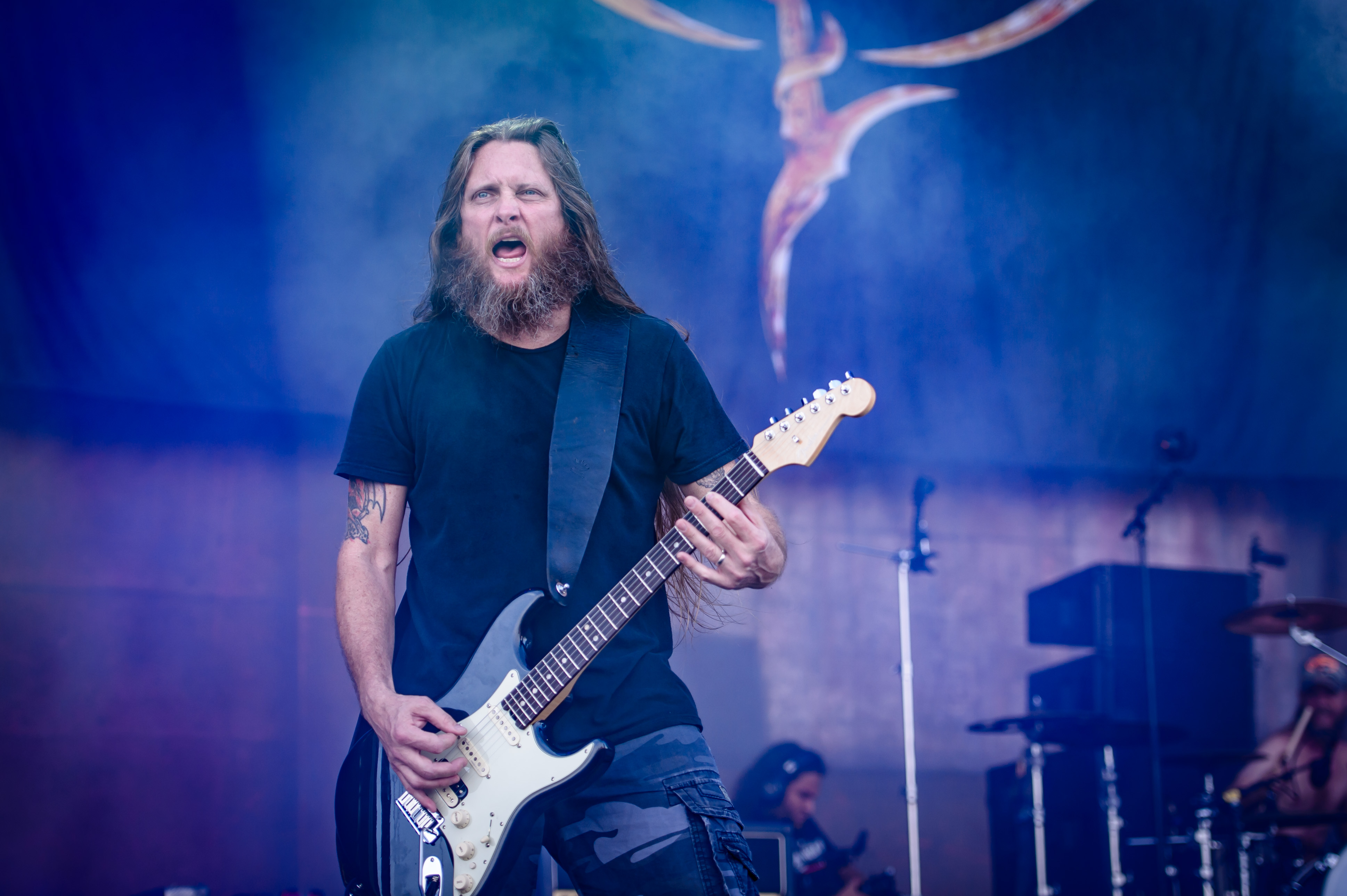
トレヴァー・ペレス(G) 2017年
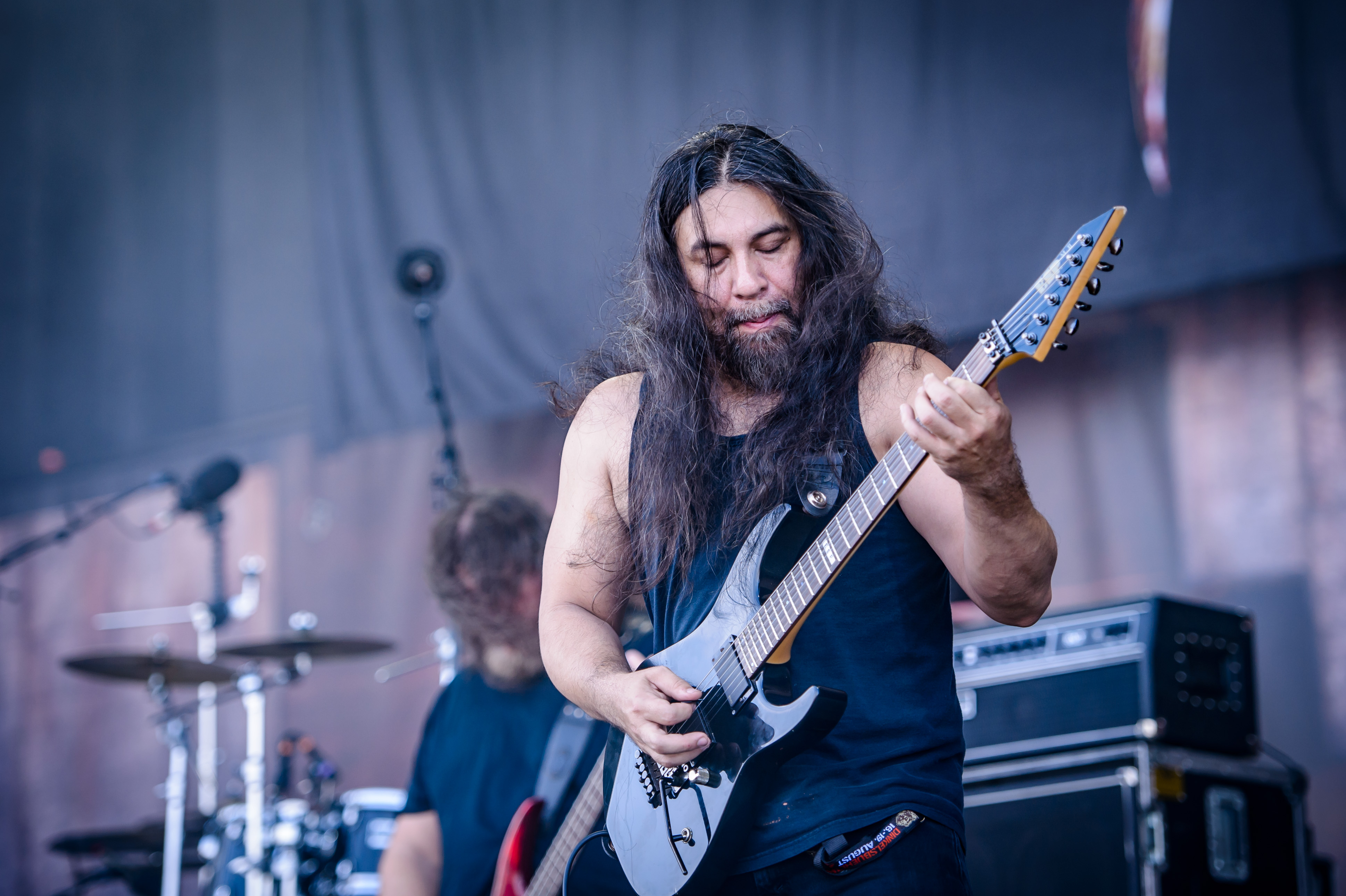
ケニー・アンドルース(G) 2017年
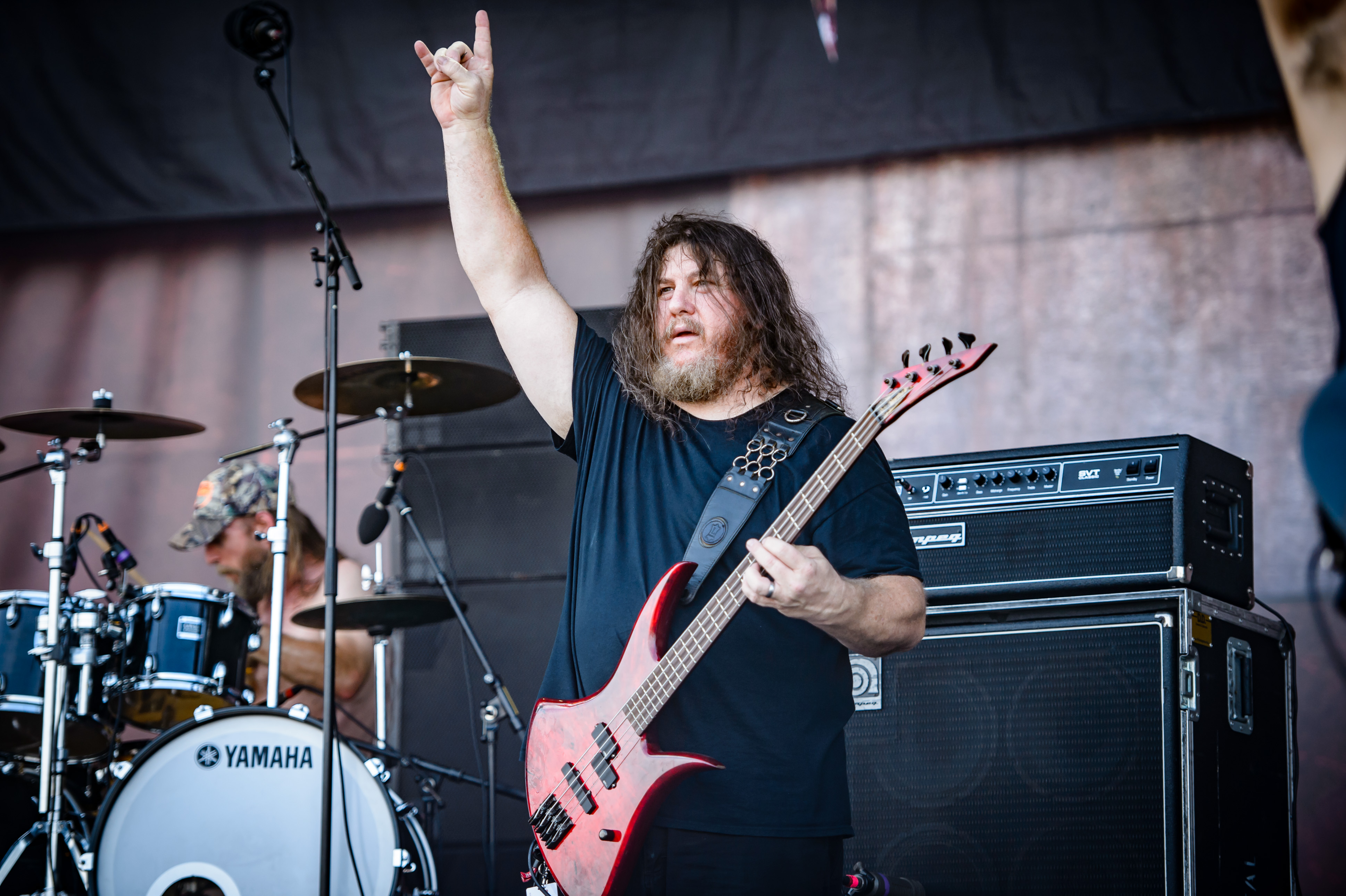
テリー・バトラー(B) 2017年
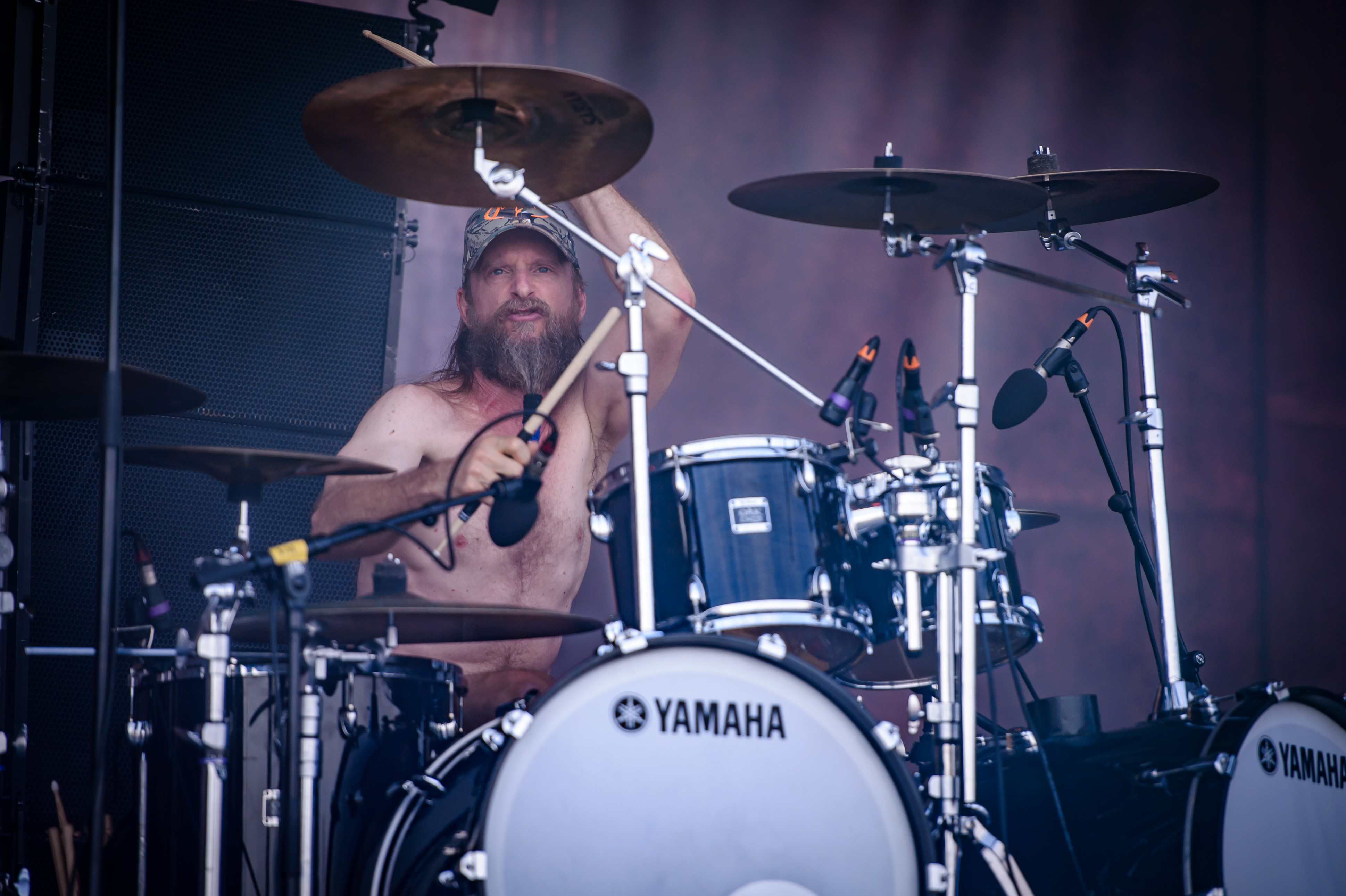
ドナルド・ターディ(Ds) 2017年

### 旧メンバー
- マーク・ヴィト (Mark Vito) - ギター (1984年)
- アレン・ウェスト (Allen West) - リードギター (1984年-1989年、1992年-1997年、2003年-2006年)
オビチュアリー在籍中にカンニバル・コープスのクリス・バーンズと共にサイド・プロジェクト、シックス・フィート・アンダーを結成したが現在は脱退している。その後、Lowbrowというプロジェクト・バンドを結成し、2枚アルバムをリリースしている（日本未発売）。
- ジェリー・ティッドウェル (Jerry Tidwell) - ギター (1985年)
- JP・シャルティエ (JP Chartier) - ギター (1986年-1987年)
- ジェームズ・マーフィー (James Murphy) - リードギター (1990年)
エージェント・スティール、デス、テスタメントなど数多くのバンドに参加。セカンド・アルバム『コーズ・オブ・デス』に参加。
- ラルフ・サントーラ (Ralph Santolla) - ギター (2007年-2011年)
ディーサイド、デス（ライブ・セッション）、アイスド・アース（ライブ・セッション）などに参加。
2018年5月30日に心臓発作を起こし昏睡状態となったが、6月6日夜に生命維持装置が外され死去した[7]。51歳没。
- ジェローム・グレイブル (Jerome Grable) - ベース (1984年-1988年)
- ダニエル・タッカー (Daniel Tucker) - ベース（1988年-1989年)
- フランク・ワトキンス (Frank Watkins) - ベース (1989年-1997年、2003年-2010年)
2015年逝去[8]。

## ディスコグラフィ

### スタジオ・アルバム
- 『スロウリー・ウィ・ロット』 - Slowly We Rot (1989年)
- 『コーズ・オブ・デス』 - Cause Of Death (1990年)
- 『ジ・エンド・コンプリート』 - The End Complete (1992年)
- 『ワールド・ディマイズ』 - World Demise (1994年)
- 『バック・フロム・ザ・デッド』 - Back From The Dead (1997年)
- 『フローズン・イン・タイム』 - Frozen In Time (2005年)
- 『エクシキューションアーズ・リターン』 - Xecutioner's Return (2007年)
- 『ダーケスト・デイ』 - Darkest Day (2009年)
- 『インクド・イン・ブラッド』 - Inked in Blood (2014年)
- Obituary (2017年)
- 『ダイイング・オブ・エヴリシング』- Dying of Everything(2023年)

### ライブ・アルバム
- 『デッド』 - Dead (1988年)

### コンピレーション・アルバム
- 『アンソロジー』 - Anthology (2001年)
- The Best of Obituary (2008年)